# União Soviética nos Jogos Olímpicos de Verão de 1952
A União Soviética competiu nos Jogos Olímpicos de Verão de 1952, realizados em Helsinque, Finlândia.